# Zine el-Abidine Lagoune
Zine el-Abidine Lagoune (* 26. November 1999) ist ein algerischer Mittelstreckenläufer, der sich auf den 800-Meter-Lauf spezialisiert hat.

## Sportliche Laufbahn
Erste Erfahrungen bei internationalen Meisterschaften sammelte Zine el-Abidine Lagoune im Jahr 2023, als er bei den World University Games in 1:49,23 min die Bronzemedaille über 800 Meter hinter dem Polen Maciej Wyderka und Corentin Le Clezio aus Frankreich gewann.
2023 wurde Lagoune algerischer Meister im 800-Meter-Lauf.

## Persönliche Bestzeiten
- 400 Meter: 47,40 s, 18. Juni 2022 in Algier
- 800 Meter: 1:46,71 min, 28. Juni 2023 in Halluin